# Konventikl

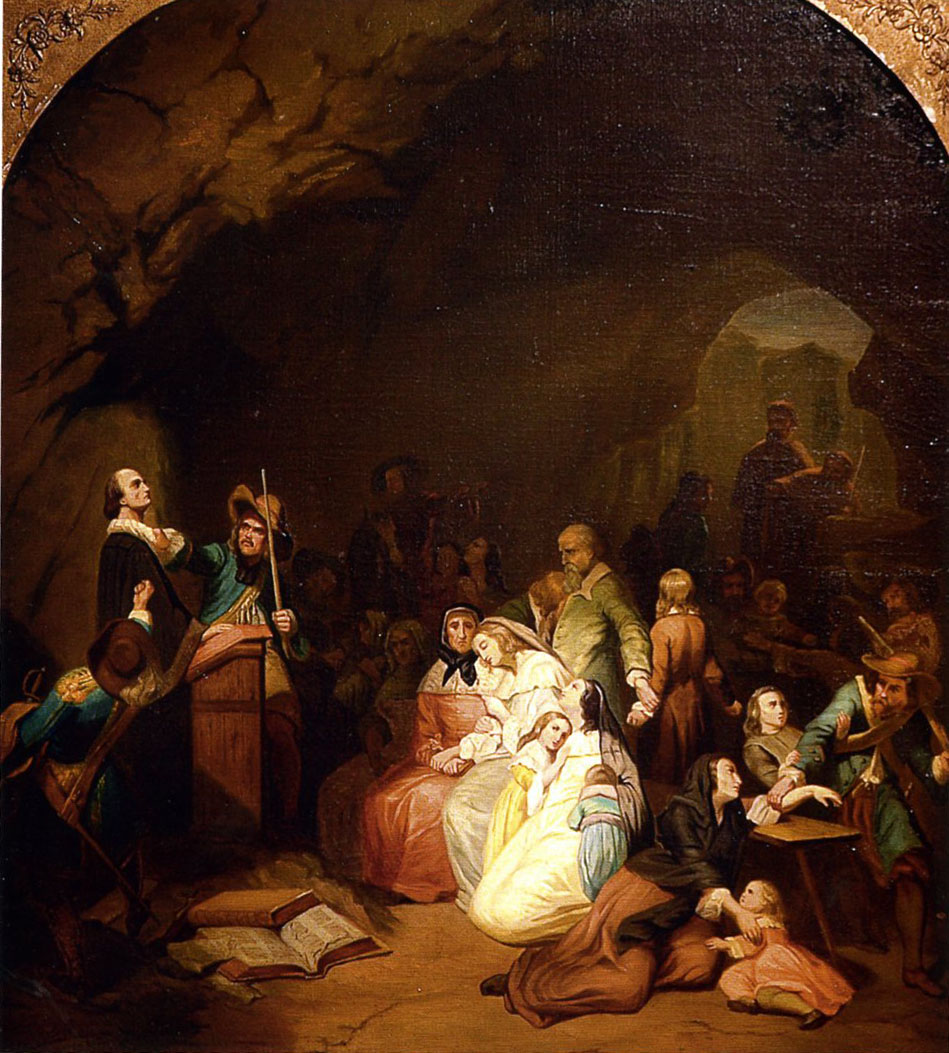
Tajné protestantské shromáždění napadené vojskem (obraz Karla Girardeta z roku 1842)

Konventikl (z latiny Conventiculum, zdrobnělina slova conventus) je shromáždění úzkého okruhu věřících osob. Koná se tajně v soukromých prostorách či venku – mimo kostel.

## Historie
Ve středověku byl tento výraz hanlivým označením pro setkání heretiků (hæreticorum conventicula). Již v roce 1199 papež Inocenc III. použil termín occulta conventicula (temná shromáždění) pro spolky v Metz, které se vyhýbaly církevní kontrole. Stejně tak Viennský koncil v roce 1311 odsoudil beghardské hnutí jako conventicula.
V českých zemích probíhala tajná bratrská shromáždění od protireformace až do vydání tolerančního patentu.

## Pietismus
Collegia pietatis (shromáždění ke společné pobožnosti) zavedl zakladatel pietismu Philipp Jakob Spener. Jednalo se o společné hodiny modlitby a soukromá studia Bible. Při Spenerově působení ve Frankfurtu nad Mohanem se konvektikly rychle rozšířily po celém Německu i mimo něj. Skupiny nemusel vést kněz, proto bývaly, zvláště po Spenerově smrti, církevními hodnostáři odsuzovány a zakazovány.

## Zákazy
V Anglii byly konventikly zakázány v roce 1664 zákonem Convecticle Act. Ve  Finsku byli v roce 1689 obviněni tři muži z „pietistické hereze a nepořádku“ a byli dáni do vazby. Ve Švédsku byl v roce 1694 Karel XI. donucen zakázat všem svým poddaným ve Švédských Pomořanech (německé provincie pod švédskou korunou) „tajné konventikly“ organizovat. Roku 1711 byly konvektikly zakázány královským ediktem v Prusku. Roku 1726 byla ve Švédsku přijata Konvektikální vyhláška (Konventikelplakatet), namířena proti pietistickým shromážděním, která zůstala v platnosti až do druhé poloviny 19. století. Pro Dánsko a Norsko byla Konvektikální vyhláška vydána v roce 1741; v Dánsku byla zrušena roku 1839, v Norsku až roku 1842 (podle ní byli v Norsku perzekvováni například haugiáni).